# United States Pharmacopeia
United States Pharmacopeia (USP) é uma farmacopeia (compêndio de informações sobre fármacos) para os Estados Unidos (EUA), publicada anualmente pela United States Pharmacopeial Convention (normalmente também chamada de USP), uma organização sem fins lucrativos detentora da marca registrada e dos direitos autorais. A USP é publicada em um volume combinado com o National Formulary (formulário terapêutico), sob a nomenclatura USP-NF.
A USP, fundada em 1820 e baseada em Rockville (Maryland), estabelece padrões para todos os remédios vendidos sob prescrição ou não e outros produtos de cuidado à saúde fabricados ou vendidos nos Estados Unidos e define padrões (como qualidade, pureza, dosagem, e consistência) para os ingredientes de alimentos e suplementos dietétidos.
Os padrões USP são reconhecidos e utilizados em mais de 130 países ao redor do globo.

## Escritórios e acordos internacionais
A USP tem alcance internacional, em grande parte por meio de acordos com outras farmacopeias, órgãos reguladores, associações de fabricantes e outras instituições. Nos últimos anos, a USP assinou uma série de Memorandos de Entendimento com grupos que incluem a Comissão da Farmacopeia Chinesa, Coordenação da Farmacopeia Brasileira, nove países pertencentes à Associação de Nações do Sudeste Asiático e o Serviço Federal de Vigilância em Saúde e Desenvolvimento Social da Federação Russa (Roszdravnadzor). A USP também opera um escritório internacional na Suíça, além de escritórios e laboratórios no Brasil, na Índia e na China.